# Gods Will Be Watching
Gods Will Be Watching (En español Los Dioses Estarán Observando) es un videojuego español perteneciente al género de aventura gráfica desarrollado por el estudio español, de desarrollo independiente Deconstructeam, en España y publicado por la empresa Devolver Digital, lanzado el 24 de julio del año 2014. Descrito como un "thriller gráfico", el juego gira en torno a una mecánica básica de recursos y gestión del tiempo, en la que el jugador se coloca en varios escenarios y tiene la tarea de evitar una crisis. El puerto para iOS de Gods Will Be Watching fue lanzado el 17 de diciembre del año 2015.

## Jugabilidad
Gods Will Be Watching es un videojuego de aventura gráfica con énfasis en la toma de decisiones del jugador. Cuenta con seis capítulos, cada uno de los cuales actúa como un rompecabezas de gestión de recursos y tiempo. El objetivo del jugador en cada capítulo es liderar un grupo de personajes a través de varias circunstancias en un período fijo de tiempo, a menudo teniendo que tomar decisiones morales. El jugador puede hacer clic en el suelo para moverse y en otros personajes para hablar con ellos y darles órdenes. Las opciones dadas al jugador incluyen, por ejemplo, elegir matar a un miembro del grupo para reservar raciones para el resto del grupo.

## Argumento
El juego está ambientado en un escenario de ciencia ficción en un tiempo muy lejano, jugando en el 2257 en la CFD (Fecha de la Federación de Constelación), con el jugador asumiendo el papel de un agente de la organización neutral conocida como Everdusk Company for the Universe Knowledge (ECUK), Sgt. Burden. El primer capítulo comienza con Burden infiltrándose en el movimiento de resistencia idealista conocido como Xenolifer, con su tarea de ayudar en una operación de piratería.

## Desarrollo
Gods Will Be Watching se desarrolló originalmente como una entrega para el juego # 26 de Ludum Dare, el tema es el minimalismo. La versión original se creó en un lapso de 72 horas y presentaba un único escenario, similar a un capítulo en el juego final. Ocupó el segundo lugar en la competencia, perdiendo ante Leaf Me Alone de Mark Foster y David Fenn.
Después de la competencia de desarrollo, Deconstructeam lanzó una campaña de micromecenazgo en el Indiegogo para el desarrollo de un videojuego completo, con un objetivo de 8,000 €. La campaña finalizó el 15 de agosto del año 2013, habiendo recaudado 20.385 €. El juego fue lanzado en todo el mundo el 24 de julio de 2014, para Microsoft Windows, OS X y Linux.
Se añadió un epílogo al juego como una descarga gratuita en mayo del año 2015.
Como el juego ya había sido anunciado para su lanzamiento en iOS y Android, Abstraction Games se encargó del desarrollo de las versiones móviles del juego, donde aún está por anunciarse la fecha de lanzamiento de Android.

## Recepción
Gods Will Be Watching ha recibido críticas mixtas. Los críticos lo elogiaron por su estilo minimalista de arte pixelado, su historia interesante y su nueva versión de los juegos de aventuras, pero lo criticaron por su repetitividad, y su tedioso y excesivo desafío. La principal preocupación de los revisores fue la naturaleza de prueba y error de la jugabilidad y la falta de puntos de control, que requieren intentos múltiples y lentos en escenarios únicos.
Rowan Kaiser de IGN elogió la simplicidad y la historia tensa del videojuego, calificándolo como "una demostración de que incluso con las interfaces más sencillas y los gráficos anticuados, son posibles nuevas combinaciones de narración con el videojuego".